# Оман на Светском првенству у атлетици на отвореном 2017.
Оман је учествовао на Светском првенству у атлетици на отвореном 2017. одржаном у Лондону од 4. до 13. августа четрнаести пут. Репрезентацију Омана представљао је један атлетичар који се такмичио у трци на 200 метара.,.
На овом првенству Оман није освојио ниједну медаљу, нити је оборен неки рекорд.

## Резултати

### Мушкарци
| Атлетичар       | Дисциплина | Лични рекорд | Квалификације | Квалификације | Полуфинале           | Полуфинале           | Финале               | Финале       | Детаљи |
| Атлетичар       | Дисциплина | Лични рекорд | Резултат      | Место         | Резултат             | Место                | Резултат             | Место        | Детаљи |
| --------------- | ---------- | ------------ | ------------- | ------------- | -------------------- | -------------------- | -------------------- | ------------ | ------ |
| Мохамед ал Сади | 200 м      | 21,02        | 21,50         | 7. гр. 1      | Није се квалификовао | Није се квалификовао | Није се квалификовао | 43 / 46 (51) |        |